# 이치노키촌
이치노키촌(一ノ木村)은 후쿠시마현 야마군에 있던 촌이다. 현재의 기타카타시에 해당한다.

## 역사
- 1889년 4월 1일 - 정촌제 시행에 의해 이치노키촌이 단독으로 자치체를 형성하였다.
- 1954년 3월 31일 - 야마토정, 아이카와촌, 와세다니촌 및 아사쿠라촌의 일부와 합병해, 새로운 야마토정이 성립하여, 동일 이치노키촌이 폐지되었다.

## 이토산 부근의 경계에 대하여
이이토산은 야마가타현, 니가타현과 현 경계에 있지만, 남동쪽 기슭의 후쿠시마현 쪽에서 정상을 거쳐 오니시다케에 이르는 등산로 부근만 본촌에 속해 있고, 정상 부근은 본촌에 속해 있다(현재는 모두 기타카타카타시). 그 이유는 메이지 시대 폐번치현 이후 이이호산 부근이 니가타현에 편입되었으나, 이호산 신사를 본궁으로 하는 후쿠시마현 측의 격렬한 반대 운동으로 인해 등산로 및 정상을 다시 후쿠시마현에 귀속시키는 것으로 결정된 결과이다. 이 때문에 후쿠시마현과 니가타현의 경계가 삐걱거리는 결과를 낳고 있다.

## 참고문헌
- 角川日本地名大辞典 7 福島県